# Universidad Pepperdine
La Universidad Pepperdine es una universidad privada afiliada con las Iglesias de Cristo. Su campus principal, de 340 hectáreas, se sitúa en Malibú (California). Acoge su única facultad de pregrado, la Facultad Seaver (Seaver College), y sus cuatro escuelas de postgrado: La Escuela de Derecho Caruso, la Escuela de Postgrado de Educación y Psicología, la Escuela de Negocios Graziadio, y la Escuela de Política Pública.
Administra también otros seis campus de postgrado en el Sur de California, un centro en Washington D. C., y campus internacionales en Alemania, Inglaterra, Italia, China, Argentina y Suiza.
Su facultad de Derecho se encuentra en el puesto 65 del «Top 100» de las escuelas de derecho en el U.S. News & World Report ranking de 2016. También es reconocida por su especialidad en derecho de espectáculos y entretenimiento y por su programa de resolución de disputas que ostenta el puesto n.º 1 del país.
En 2018, el U.S. News & World Report colocó a la escuela de Administración de Empresas de Pepperdine University en el puesto 65 de 437 programas en Estados Unidos.
El coste anual durante el curso 2017-2018 fue de 71 862$ para un alumno con dedicación exclusiva (full-time undergraduate student).
La serie de Nickelodeon Zoey 101 fue grabada en el campus de Malibú. Los carteles de Pepperdine fueron cubiertos con carteles que decían «Pacific Coast Academy».

## Historia

### Primeros años
En febrero de 1937 y con telón de fondo la Gran Depresión, George Pepperdine fundó una escuela de artes liberales en la ciudad de Los Ángeles afiliada a la Iglesia de Cristo y que pasó a llamarse, para vergüenza del fundador, George Pepperdine College. El 21 de septiembre de 1937, 167 nuevos alumnos de 22 estados distintos y otros dos países empezaron sus clases en el recién construido campus de 34 acres (13,8 ha) en West 79th Street y South Vermont Avenue en el barrio de Vermont Knolls en el sur de Los Ángeles, que posteriormente se conoció como el campus Vermont Avenue. El campus se diseñó en el estilo Streamline Moderne de John M. Cooper, un arquitecto de art deco. Para el 5 de abril de 1938, George Pepperdine College consiguió la acreditación de la Northwest Association en parte gracias al liderazgo del presidente Batsell Baxter y el decano Hugh M. Tiner.
El periódico estudiantil, llamado GraPhiC, publicó su primer número en octubre de 1937.
Pepperdine construyó su gran fortuna principalmente a través de la Western Auto Supply Company, fundada en 1909 con una inversión de 5 $, pero su prosperidad vino de la mano de su mayor ambición de descubrir «cómo podía ayudar más a la humanidad con los medios que se le habían confiado. Consideraba que no estaba bien, amasar una gran fortuna y utilizarla de manera egoísta». Pepperdine estableció claramente su doble objetivo para la facultad que llevaba su nombre: «Primero, queremos dar una formación de primera línea, totalmente acreditada en las artes liberales... y segundo, tenemos un objetivo todavía mayor: inspirar a los alumnos a vivir una vida cristiana, amando a la iglesia y con una pasión por las almas de la humanidad».
La facultad se amplió de manera significativa en los siguientes años consiguiendo un 1839 matrículas en el curso 1948–1949. El primer programa de posgrado impartido por la facultad, el máster de humanidades en religión recibió a sus primeros alumnos en 1944, y el primer programa internacional, un curso escolar completo en Heidelberg, Alemania, se lanzó en 1963.

### Traslado a Malibú

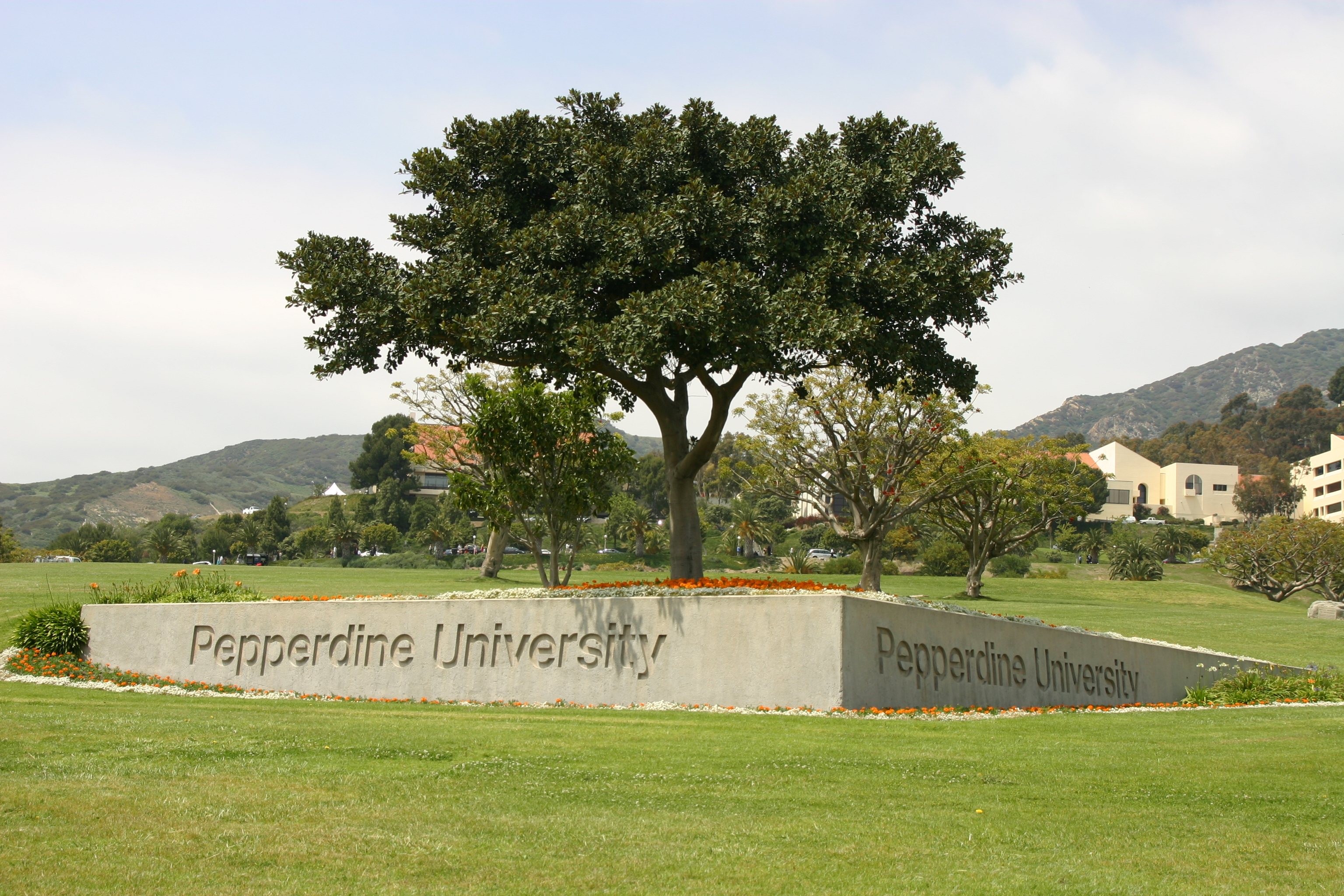
Parte sureste del campus de Pepperdine en Malibú (2007)

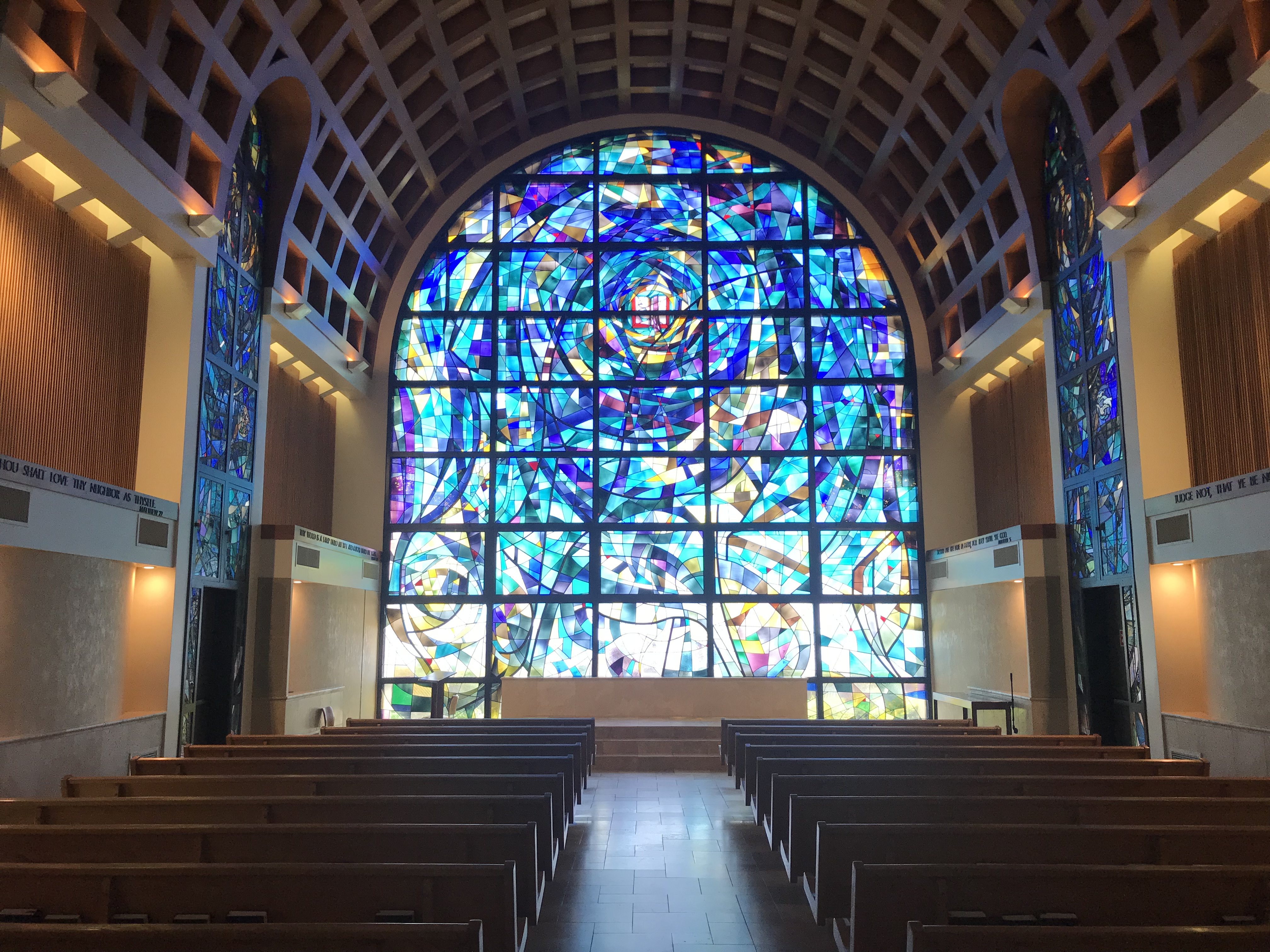
Interior de la capilla Stauffer en el campus de Pepperdine en Malibú construido en 1973 (Foto de 2019)

Para 1957, cuando Norvel Young fue nombrado presidente, la joven facultad se enfrentaba a serios problemas, entre ellos no de los menos importantes fue el altísimo coste de expandirse por el sur de Los Ángeles. La zona alrededor del campus de Vermont Avenue empezaba a tener serios problemas de deterioro urbano e incremento del crimen, además de una creciente tensión racial que llevó a los disturbios de Watts en 1965. En diciembre de 1970, unos activistas estudiantiles amenazaron con quemar el campus e incluso iniciaron tres pequeños fuegos en sendos edificios. Después ocuparon el edificio de Academic Life, provocando un alejamiento del departamento de policía de Los Ángeles que fue apaciguado gracias a las negociaciones con el vicepresidente William S. Banowsky.
Antes de que lo peor de la tensión empezara, el presidente Young comenzó a buscar otras ubicaciones para expandir la presencia de la universidad. En 1966, un comité formado para buscar ubicaciones potenciales incluidos sitos en Westlake Village y Calabasas. Pepperdine se declinó por Westlake Village hasta que la familia Adamson-Rindge, propietaria de cientos de acres cerca de Malibú, ofreciera donar 138 acres (55,8 ha) y vender las 58,7 acres adyacentes. A pesar de la preocupación del coste de construir en una zona montañosa, la universidad decidió trasladarse, ya que su ubicación actual ponía en riesgo el potencial de conseguir donaciones, por lo que aceptó la tierra en Malibú en 1968. La construcción se inició el 13 de abril de 1971 y el nuevo campus empezó a recibir alumnos en septiembre de 1972. El campus y muchos de sus edificios fueron diseñados por el arquitecto y urbanista William Pereira, el cual también había diseñado el Museo de Arte de Los Ángeles County y la University of Southern California. La construcción del campus de Malibú fue posible en gran parte gracias a los regalos de Blanche Seaver, mujer y heredera de Frank R. Seaver cuya fortuna provenía de sus negocios de extracción de petróleo quién donó más de 160 millones de dólares a lo largo de su vida. La facultad pasó a llamarse de manera oficial Seaver en su honor en 1975.
La universidad continuó su expansión en su primer campus en Vermont Avenue construyendo un nuevo edificio académico en 1970 y rediseñando su curriculum para servir más a su ubicación urbana. Sin embargo, la mayor parte de su programa de artes liberales se trasladó al campus de Malibú. En la siguiente década, el campus de Vermont Avenue cambió su modelo residencial y en 1971 se vendió al Centro Cristiano Crenshaw, cuyo pastor, Frederick K.C. Price, supervisó la construcción del «faith dome», que se convirtió en la mayor iglesia abovedada de Estados Unidos.

### Crecimiento de la universidad
| Presidentes de Pepperdine | Presidentes de Pepperdine |
| ------------------------- | ------------------------- |
| Presidente                | Años en el cargo          |
| Batsell Baxter            | 1937–1939                 |
| Hugh M. Tiner             | 1939–1957                 |
| M. Norvel Young           | 1957–1971                 |
| William S. Banowsky       | 1971–1978                 |
| Howard A. White           | 1978–1985                 |
| David Davenport           | 1985–2000                 |
| Andrew K. Benton          | 2000–2019                 |
| James A. Gash             | 2019–actualidad           |

Justo cuando la universidad buscaba espacio para ampliarse, se establecieron varias facultades de posgrado. En 1969, Pepperdine compró la facultad de la Orange University en Santa Ana, California, que se convirtió en la Facultad de Derecho y que se trasladó al campus de Malibú en 1978. Lo que hasta entonces había sido una división de económicas que ofrecía grados y posgrados se convirtió en la facultad de económicas en 1968 renombrada en 1971 como Escuela de Business and Management y que es ahora la Graziadio Business School. También en 1971, se fundó la escuela de magisterio que en 1981 se convirtió en la Escuela de posgrado de Education and Psychology. Los administradores de Pepperdine aprovecharon estas ampliaciones como justificante para cambiar el nombre de la institución a Universidad de Pepperdine en 1971.
Pepperdine continua su expansión añadiendo programas internacionales en Londres n y en Florencia e en 1984 y 1985 respectivamente. A estos programas, les siguieron otros similares en Buenos Aires, Lausana y Shanghái. El propio campus de Malibú se amplió con la construcción de 50,4 acres (20,4 ha) del campus Drescher Graduate, cuyas obras finalizaron en 2003 bajo la supervisión del presidente Andrew K. Benton.

#### Incendios forestales

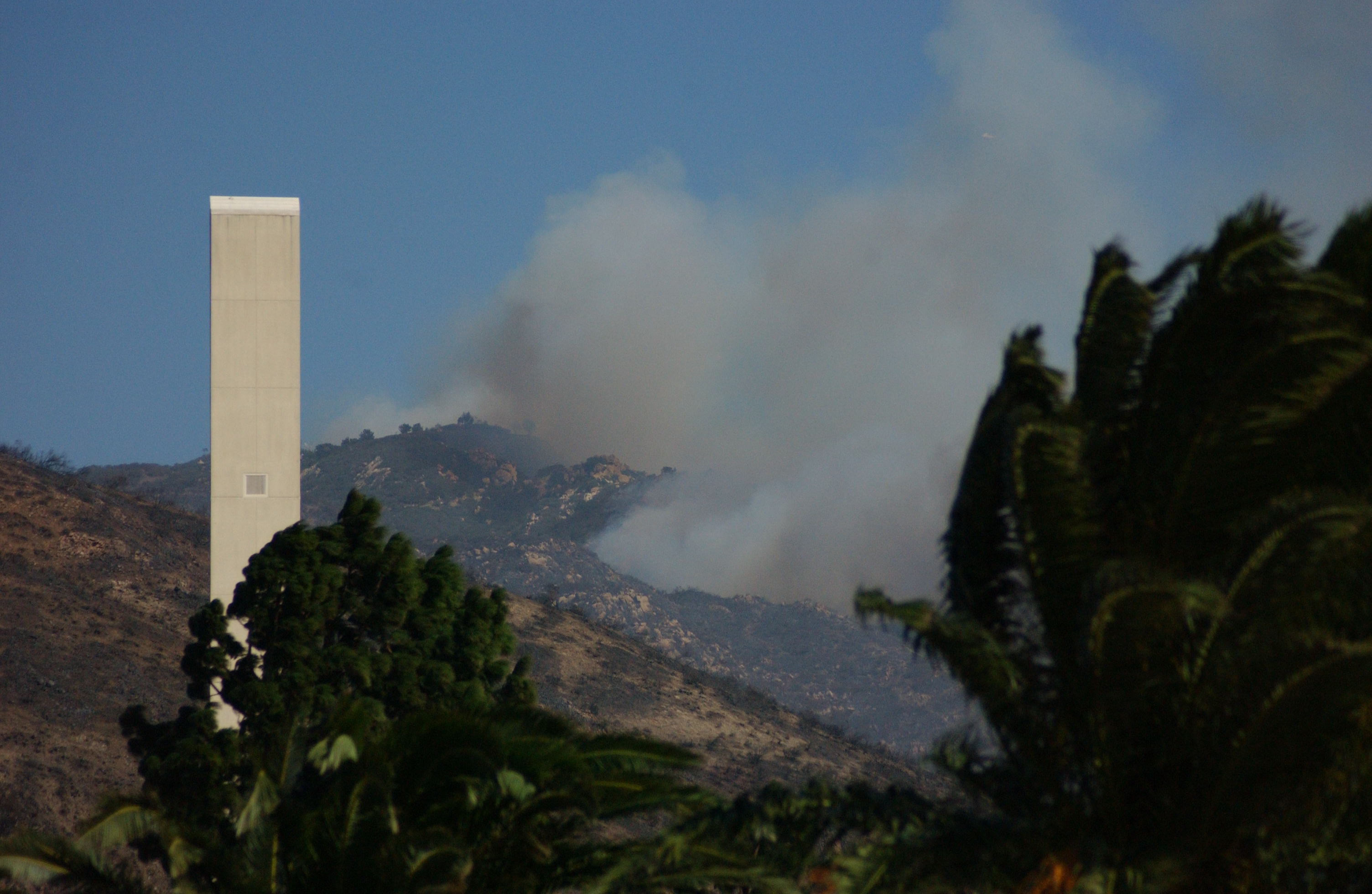
Smoke billows on a hill near the Phillips Theme Tower

El campus de Pepperdine en Malibú ha sido amenazado por numerosos incendios forestales incluyendo los de 1985, 1993, 1996, 2007 y 2018. La universidad se prepara para los incendios desbrozando arbustos hasta algo más de 60 metros de todos los edificios y ha desarrollado planes con el departamento de bomberos de Los Ángeles County para proteger a sus alumnos, docentes y resto del personal en la propia universidad (shelter in place).

## Campus

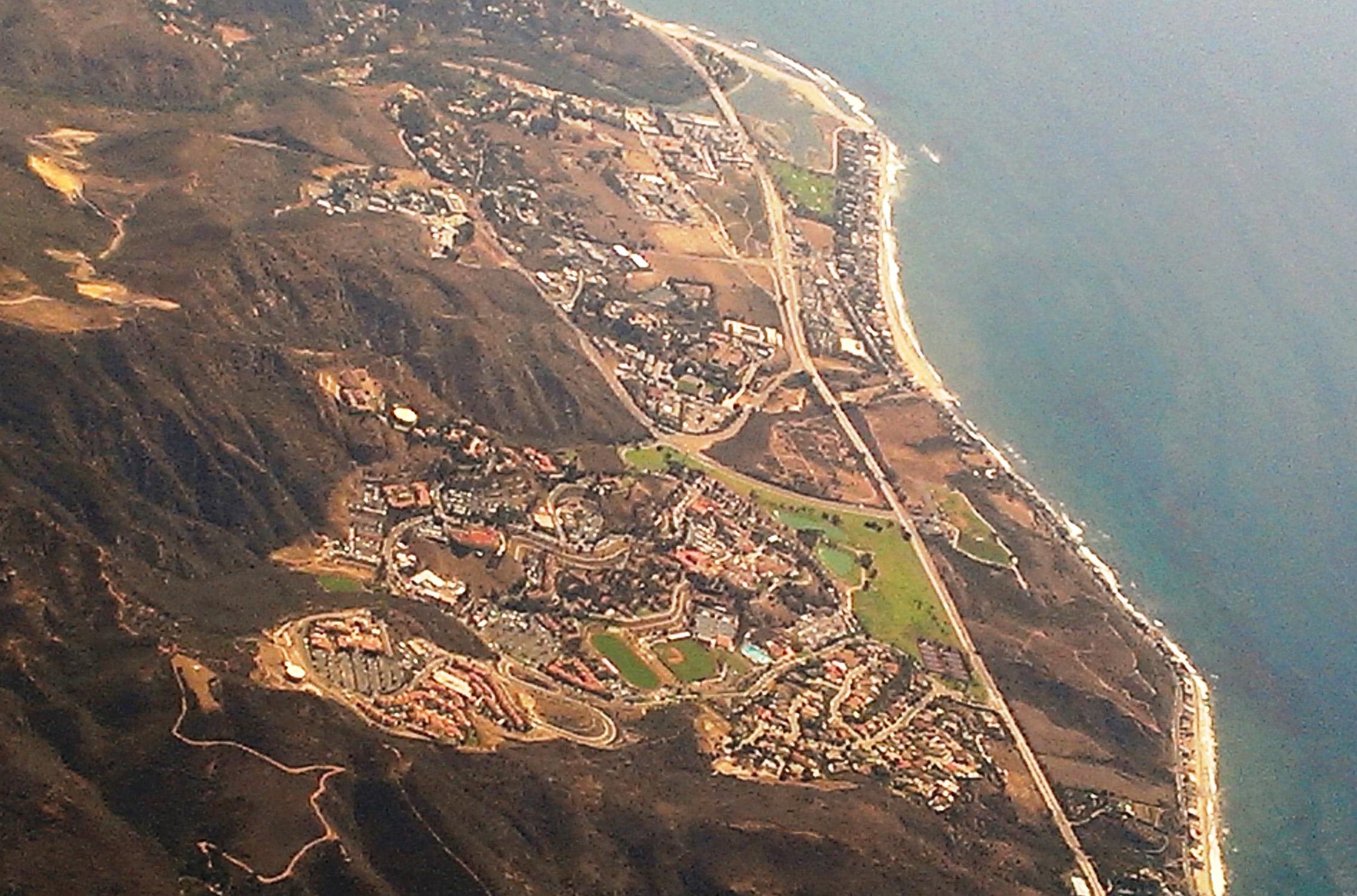
Una vista aérea del campus en 2014,con las Santa Monica Mountains a la izquierda (norte) y el Océano Pacífico a la derecha (sur)

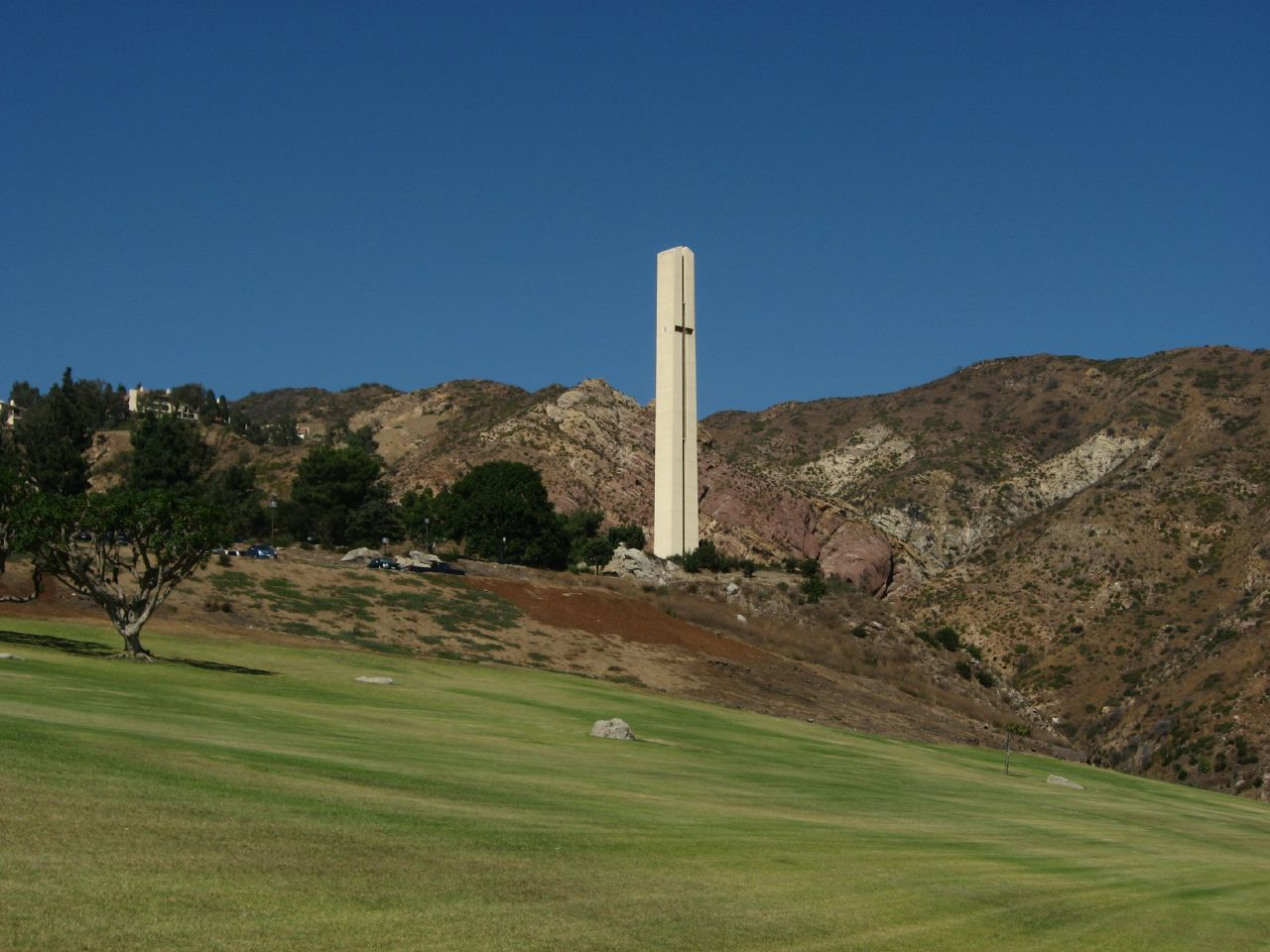
La Torre Phillips Theme con las Santa Monica Mountains al fondo (2008)

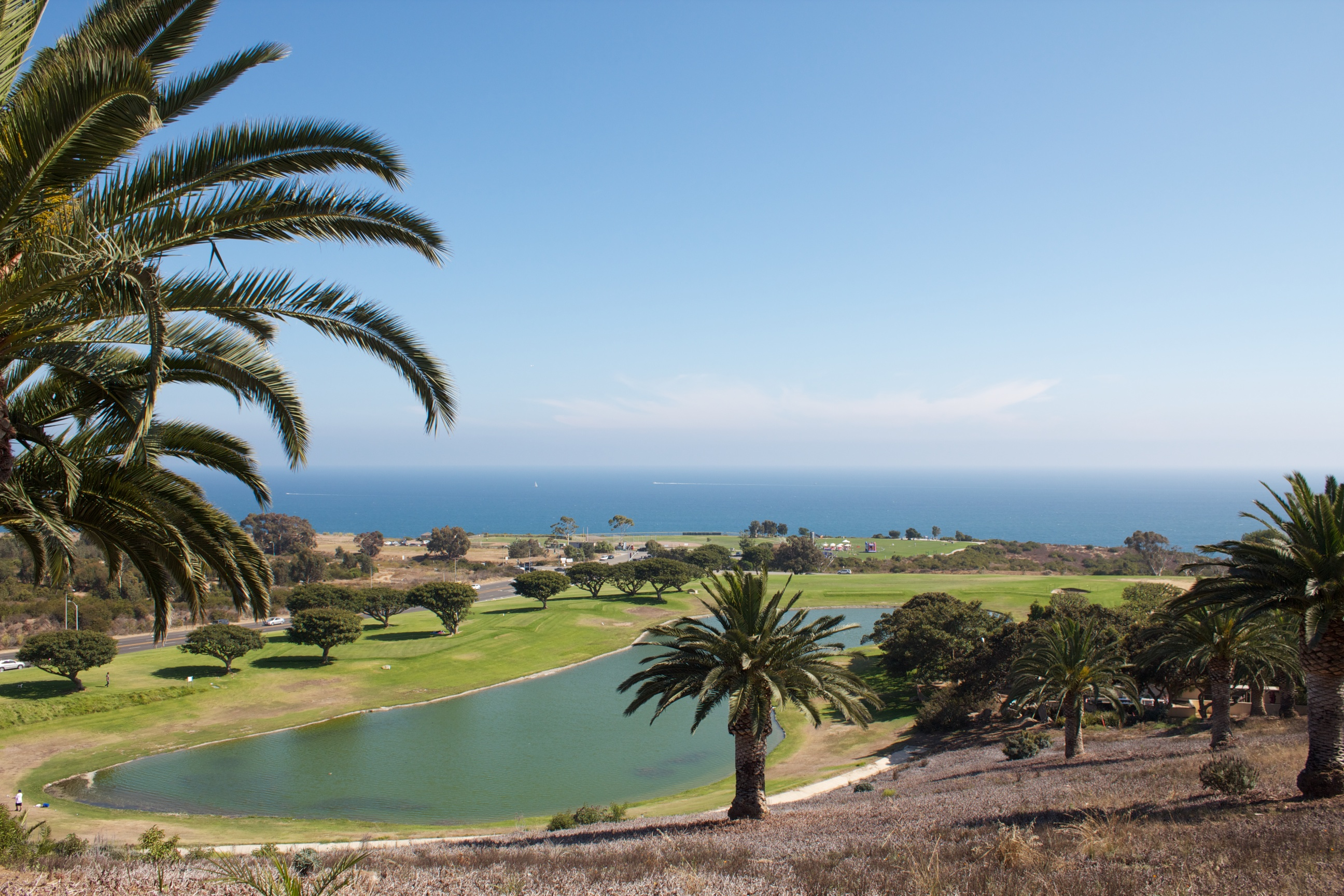
Vistas del espectacular Alumni Park y la Bahía de Santa Mónica al fondo (2011)

### Campus de Malibú
El campus de Pepperdine en Malibú está situado en las Montañas de Santa Mónica disfrutando de unas preciosas vistas del océano Pacífico y de la famosa Pacific Coast Highway (PCH) en Malibú, California. Está considerado uno de los campus más bellos del mundo en cuanto a vistas y arquitectura y ha sido descrito como «un lugar que parece mucho más un resort en la playa que una universidad privada». El campus ofrece vistas de la Bahía de Santa Mónica, la isla de Catalina, la península de Palos Verdes y mucho de la parte oeste de Los Ángeles. La mayoría de sus edificios están construidos en un estilo revival mediterráneo con paredes blancas de estuco, tejas de color rojo y grandes ventanales tintados. La primera construcción se finalizó en 1973.
El elemento más reconocible y quizás emblemático del campus de Malibú, además de su ubicación, es la torre Phillips Theme, un obelisco de 38 metros con una cruz insertada que emerge cerca de la entrada. La torre fue diseñada por William Pereira en 1972 y su construcción finalizó en 1973. La torre fue dedicada en 1974 como símbolo de la implicación de Pepperdine en su objetivo cristiano. Debido a las protestas de los residentes de Malibú por la iluminación de la cruz, la torre no se ha encendido desde 1980.
El Alumni Park es un parque situado en la zona inferior del campus de Malibú junto a Pacific Coast Highway. Sus algo más de 12 hectáreas repletas de jardines, caminos, montículos y árboles de coral se asoman a unas vistas espectaculares del Océano Pacífico. Los paisajistas Eric Armstrong y S. Lee Scharfman se encargaron de la planificación y diseño de las zonas verdes del campus. La construcción del parque finalizó en 1979 y es ahora el lugar de celebración de las ceremonias de graduación. Mirando al Alumni Park se encuentra la capilla Stauffer con sus 280 m² de vidrieras policromadas diseñada por Robert y Bette Donovan y construida en 1973.
Los principales edificios académicos de Seaver College se encuentran en una loma sobre Alumni Park e incluyen el Tyler Campus Center, la biblioteca Payson y el museo de arte Weisman. El alojamiento de los estudiantes de grado y las instalaciones deportivas se encuentran en el noroeste del complejo. La facultad de Derecho está situada en una colina sobre esta zona. La avenida Banowsky separa el Alumni Park de los edificios académicos y hace honor a William S. Banowsky, cuarto presidente de Pepperdine. Las carreteras en el este llevan al alojamiento del personal docente.
El campus Drescher Graduate se encuentra ubicado en el noroeste del campus principal. La construcción se completó en 2003 y acoge a la Facultad de Public Policy, el Villa Graziadio Executive Center y tres programas del Graziadio Business School y del Graduate School of Education and Psychology así como alojamiento para estudiantes y cuerpo docente.

### Campus de posgrado
La Facultad de Graziadio Business y la Facultad de Postgrado de Educación y Psicología tienen su sede en West Los Ángeles en el Howard Hughes Center cerca de la interestatal 405. Estas dos facultades ofrecen programas en los campus de West Los Ángeles, Encino, Irvine y Calabasas.

### Campus internacionales
Pepperdine posee y gestiona varios campus permanentes en seis países. Cada uno de ellos ofrece programas semestrales y anuales para los alumnos de la facultada de Seaver. El primer programa se lanzó en 1963 en Heidelberg. En 1984 se inició el del distrito de South Kensington en Londres y en Florencia en 1985. Desde entonces, se han lanzado programas en Buenos Aires, Lausana y Shanghái. La Facultad de Derecho también ofrecer programas en el campus de Londres. Además, se han ofertado programas internacionales en París, Madrid, Johannesburgo, Tegucigalpa, Brisbane, Chiang Mai, Hong Kong y Tokio. 
En 2019, la universidad de Pepperdine compró el Castilo de Hauteville y su 67 acres mirando al Lago de Ginebra. Después de renovarlo con una inversión multimillonaria, la universidad ha dotado al castillo de la infraestructura para ser un centro de congresos mundial y campus para sus alumnos del programa internacional en Suiza.

## Rankings y reputación
U.S. News & World Report clasificó a Pepperdine la 50.ª mejor universidad nacional, en 20.ª posición en sus estudios de grado y 24.ª para los veteranos en sus rankings de 2020. Pepperdine quedó en 1.ª posición en el informe Open Doors de 2015 del Institute of International Education con un 86,5 % de todos los alumnos de grado habiendo estudiado en el extranjero durante el curso académico 2013–2014.
La facultad de derecho quedó en 51.ª posición en el «Top 100» de las facultades de derecho en el U.S. News & World Report ranking de 2020. En 2018, U.S. News & World Report clasificó a la facultad de económicas en 65.ª posición de 437 programas en Estados Unidos. Forbes magazine indicó que el MBA de la facultad de Graziadio se encuentra en el Top 20 del mundo basándose en su ROI.[cita requerida]
En 2019, el American Council of Trustees and Alumni incluyó a Pepperdine en su estudio «What Will They Learn?». Este estudio es un sistema de evaluación anual de universidades y facultades. El informe asigna una letra a 1120 universidades basándose en cuántas de las siguientes materias son un requisito: composición, literatura, lengua extranjera, historia americana, economía, matemáticas y ciencias. Pepperdine fue una de las 23 universidades que recibieron una «A» por incluir al menos seis de las siete asignaturas en su currículum.

## Instalaciones Deportivas
La universidad cuenta con un polideportivo, Firestone Fieldhouse, que puede acomodar entre 3500 (sitios fijos) y 5000 (utilizando sillas plegables) personas, una piscina olímpica, la Raleigh Runnels Memorial que albergó durante las Olimpiadas de 1984 las competiciones de waterpolo, 19 pistas de tenis iluminadas (Ralphs-Straus Tennis Center y el Harilela International Tennis Stadium), pista de atletismo olímpica (Stotsenberg Track) con 8 pistas, campo de fútbol, campo de béisbol, cancha de baloncesto, etc. La universidad también ofrece clases de golf, equitación, vela y surf para todos sus alumnos.

## Alumnado
Actualmente, hay más de 100 000 antiguos alumnos viviendo por todo el mundo. Entre sus antiguos alumnos más destacados hay prominentes científicos, músicos, empresarios, ingenieros, arquitectos, actores, deportistas, políticos y muchos más con enorme éxito tanto nacional como internacional. La red del Pepperdine alumni consta de más de 30 grupos de alumni repartidos por cinco continentes.